# Nina Palesa Bonde
Nina Palesa Bonde (født 29. august 1982 i Herning) er en dansk jurist.
Bonde er født i Herning og opvokset omkring Sønderborg.
Hendes mor kommer fra "en lillebitte bjerglandsby i Lesotho".
Bonde har en uddannelse som cand.jur. fra Københavns Universitet afsluttet 2008 og siden 2013 har hun været tilknyttet Københavns Byret som dommerfuldmægtig.
Her har hun været dommer i en sag om en kinesers pengefalskneri i Danmark.
Bonde er formand for Dommerfuldmægtigforeningen.
I forbindelse med Koranloven har Bonde deltaget i den offentlige debat i forskellige medier, herunder Information, Altinget.dk samt DR's tv-programmer Debatten, Deadline og satireprogrammet Tæt på sandheden.